# Alain Hermans
Alain Hermans (Hasselt, 24 september 1964) is een Belgisch voormalig voetballer die speelde als middenvelder.

## Carrière
Hermans maakte zijn profdebuut bij KSC Hasselt waar hij acht seizoenen speelde. In 1989 tekent hij een contract bij KRC Genk waarbij hij meer dan 100 wedstrijden zou spelen veelal in de basis. na vier seizoenen trekt Hermans naar KVC Westerlo, om dan zijn carrière af te sluiten bij de ploeg waar het allemaal begon KSC Hasselt.